# Korning Sogn
Korning Sogn er et sogn i Hedensted Provsti (Haderslev Stift).
I 1800-tallet var Korning Sogn anneks til Løsning Sogn. Begge sogne hørte til Hatting Herred i Vejle Amt. De udgjorde Løsning-Korning sognekommune, men den blev senere delt i to. Ved kommunalreformen i 1970 blev både Løsning og Korning indlemmet i Hedensted Kommune.
I Korning Sogn ligger Korning Kirke.
I sognet findes følgende autoriserede stednavne:
- Korning (bebyggelse, ejerlav)
- Korning Klak (bebyggelse)
- Korning Nørremark (bebyggelse)
- Korning Søndermark (bebyggelse)
- Korning Tange (bebyggelse)
- Korning Østermark (bebyggelse)
- Merring (bebyggelse, ejerlav)
- Ussinggaard (ejerlav, landbrugsejendom)